# Aeropuerto Internacional de Bullhead City

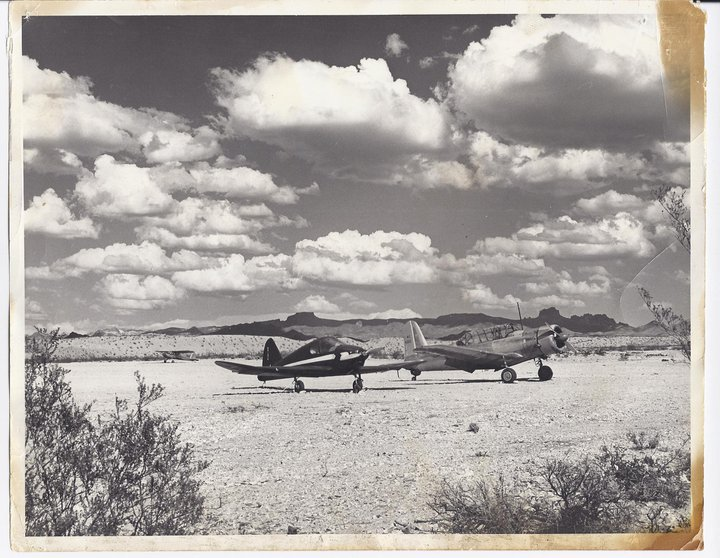
Foto del aeropuerto de Bullhead (Cerca de 1940)

EL Aeropuerto Internacional Bullhead City (IATA: IFP) se encuentra en la ciudad de Bullhead City, estado de Arizona, en los Estados Unidos.
- Datos: Q3545149
- Multimedia: Laughlin/Bullhead International Airport / Q3545149